# Pusy-et-Épenoux
Pusy-et-Épenoux – miejscowość i gmina we Francji, w regionie Burgundia-Franche-Comté, w departamencie Górna Saona.
Według danych na rok 1990 gminę zamieszkiwały 522 osoby, a gęstość zaludnienia wynosiła 52 osoby/km² (wśród 1786 gmin Franche-Comté Pusy-et-Épenoux plasuje się na 301. miejscu pod względem liczby ludności, natomiast pod względem powierzchni na miejscu 432.).